# Terminalna brzina
U dinamici fluida, kaže se da se objekt giba terminalnom brzinom onda kada je dostigao stalnu brzinu, zbog trenja plina ili tekućine kroz koju se giba.
Objekt u slobodnom padu dostiže terminalnu brzinu onda kada je sila gravitacije (Fg) jednaka sili otpora zraka (Fd). Tada je ukupna sila jednaka nuli, pa je i akceleracija jednaka nuli, odnosno brzina je konstantna.
Kako se objekt ubrzava (najčešće zbog gravitacije), sila otpora se povećava, pa se ukupna sila smanjuje, a s njom i akceleracija. Pri određenoj brzini, sila otpora će se izjednačiti s težinom objekta (Fg). U ovom se trenutku zaustavlja ubrzavanje objekta, te on nastavlja padati dostignutom stalnom brzinom – terminalnom brzinom.
Terminalna brzina ovisi o težini i otporu fluida. Veći otpor znači manju terminalnu brzinu, dok veća težina znači veću terminalnu brzinu. Objekt koji pada brzinom većom od terminalne (npr. jer je došao iz rjeđih slojeva atmosfere ili je promijenio oblik) će se usporiti dok se ne postigne ravnoteža među silama, tj. do usporavanja do neke određene terminalne brzine.

## Primjeri
Na temelju otpora vjetra, može se izračunati da terminalna brzina skydivera u slobodnom padu s poluzatvorenim padobranom iznosi otprilike 195 km/h (55 m/s). Ovo je asimptotska brzina ubrzavanja, i ona se nikad ne dostiže, jer se brzina tijela sve sporije i sporije približava ovoj vrijednosti. U ovom primjeru, 50% brzine se dostiže za oko 3 sekunde, 90% za oko 8 sekundi, a 99% za oko 15 sekundi.

## Vanjske poveznice
- Terminal Velocity  Arhivirana inačica izvorne stranice od 23. veljače 2009. (Wayback Machine) – NASA